# لوس فياريس
بلدية لوس فياريس (بالإسبانية: Los Villares) هي بلدية تقع في مقاطعة خاين التابعة لمنطقة أندلوسيا جنوب إسبانيا.

## الديموغرافيا
بلغ عدد سكان بلدية لوس فياريس 5.871 نسمة عام 2011 (وفقاً للمعهد الوطني الإسباني للإحصاء).
| 4.968 | 4.878 | 5.007 | 5.289 | 5.431 | 5.783 | 5.871 |